# Forum des forces vives de Guinée
Le forum des forces vives de Guinée est un rassemblement de l'opposition en Guinée.
Il regroupe des partis politiques, des syndicats et des ONG, et compte parmi ses délégués des anciens premiers ministres, tels François Fall et des opposants de longue date comme Jean-Marie Doré[réf. nécessaire].
Le 28 septembre 2009, lors d'un meeting du Forum dans le Stade du 28 septembre de Conakry, les forces de sécurité, notamment les « bérets rouges » de l'armée, ont ouvert le feu sur les opposants, faisant des centaines de victimes.[réf. nécessaire]